# Guy de Montlaur (peintre)
Pour les articles homonymes, voir Montlaur et Guy de Montlaur.
Guy de Villardi de Montlaur plus connu sous le nom Guy de Montlaur (né à Biarritz le 9 septembre 1918 et mort à Garches le 10 août 1977) est un peintre français.
Résistant pendant la Seconde Guerre mondiale, il débarque en Normandie le 6 juin 1944 avec les commandos du 1er BFMC (1er Bataillon de Fusiliers Marins Commandos) dits "commandos Kieffer", participe à la bataille de Normandie et débarque à nouveau en Hollande le 1er novembre 1944.
L'œuvre picturale de Montlaur est influencée par les grands classiques : Paolo Uccello, Jean-Auguste-Dominique Ingres, Eugène Delacroix, et plus tard, Vassily Kandinsky. On peut définir quatre styles caractérisant l'évolution de la peinture de Montlaur : le cubisme juste après la guerre, l'abstraction géométrique dès 1949, l'expressionnisme abstrait à partir de 1955 et enfin l'abstraction lyrique vers 1960 lorsqu'il atteint la plénitude de son art et de sa technique. Sa peinture est souvent mystique, parfois religieuse ; elle est marquée par les terribles souvenirs des combats menés pendant la guerre.

## Biographie

### Ses origines, sa formation
Guy Joseph Marie de Villardi de Montlaur est né le 9 septembre 1918 à Biarritz. La famille de Villardi dont est issue le peintre est selon Régis Valette une famille d'extraction chevaleresque sur preuves de 1354 et elle est maintenue dans sa noblesse en 1698. Elle s'installe à Avignon dès la fin du XVIe siècle. En 1748, elle s'allie à l'héritière de la famille de Montlaur dont elle relève le nom. Le château de Montlaur (XIe siècle) est situé à 20 km au nord-est de la ville de Montpellier. Guy de Villardi de Montlaur est ainsi issu par les femmes de la branche aînée de la maison languedocienne de Montlaur. Il est brésilien par ses ancêtres maternels qui venaient de la région de São Paulo et de Bahia et il avait assurément du sang indien.  
Il commence à peindre très jeune. Entre 1936 et 1938, tout en étudiant la littérature et la philosophie à la Sorbonne, il fréquente l'atelier d'Emmanuel Fougerat, puis l'Académie Julian. Il travaille avec Jean Souverbie et l'accompagne à l'Exposition universelle de 1937 au Palais de Chaillot.
En 1937, il rencontre une jeune américaine, étudiante en arts, Adelaide Oates qu'il épouse à Londres six ans plus tard. En octobre 1938, juste après les accords de Munich, il part effectuer son service militaire.

### Le soldat
Guy de Montlaur se trouve sur le front au moment de la déclaration de guerre, le 3 septembre 1939. Il fait partie du 3e régiment de Hussards basé à Sarreguemines, regroupé dans le 15e Groupe de Reconnaissance de Corps d'Armée et participe dès le début du conflit, à de nombreux raids dans la Sarre allemande : à Kleinblittersdorf, Walsheim, Herbitzheim et dans la partie allemande de Bliesbruck. Son unité fait partie des Corps Francs à partir du 17 octobre, il est sous les ordres du capitaine de Castries le futur commandant de Dien Bien Phu en 1954. En juin 1940, pendant la débâcle, Montlaur se bat contre l'envahisseur à contre-courant et arrête son combat à Limoges deux jours après l'armistice concédé par Pétain à Hitler. En 1942, après avoir traversé l'Espagne franquiste, il rejoint Lisbonne ; pendant trois mois, il y travaille pour le MI6, le service secret britannique (Secret Intelligence Service).
Il rejoint la France libre à Londres en octobre 1942. Il est intégré à sa demande au 1er Bataillon de Fusiliers Marins des Forces Navales Françaises Libres. Le 6 juin 1944, il participe au débarquement de Normandie à Ouistreham avec les 177 français du Commando Kieffer intégrés au 4e Commando de la 1st Special Service Brigade du brigadier général Lord Lovat.
Guy Vourc'h qui commandait sa troupe lors du débarquement dira de lui, dans son éloge, lors de l'enterrement de Guy de Montlaur, le 13 août 1977 au cimetière de Ranville (Calvados) : 

« Je le vis arriver au début de 1943, et lui offris dʼentrer dans les Commandos, version moderne de la cavalerie, arme des reconnaissances, des coups de main audacieux. Nous ne nous sommes plus quittés. Chef de groupe, puis chef de section, ensemble, avec le Commandant Kieffer, avec Lofi, Hattu, Chausse, Bégot, Wallerand, nous avons forgé cet instrument dʼattaque qui devait avoir lʼhonneur dʼêtre choisi pour débarquer le premier, ici-même, sur le sol de France. Tous les officiers de ma compagnie blessés, cʼest lui qui en prit le commandement. Puis ce fut Flessingue et Walcheren. Blessé à mes côtés, il refuse de se laisser évacuer. Son courage touchait à lʼinsolence ; il était humiliant pour lʼennemi : sept citations et la Légion d'honneur à 25 ans. »

 Le 1er novembre 1944, il participe au débarquement allié de Flessingue(Vlissingen) dans l'île de Walcheren en Hollande (Operation Infatuate) où il est blessé quand sa barge de débarquement est touchée par un obus allemand. L'opération, menée contre un ennemi dix fois supérieur en nombre, fut un succès total. Elle ouvrit l'Escaut aux troupes alliées et leur permit l'accès au port d'Anvers ainsi qu'au nord de l'Allemagne, ouvrant la route de Berlin et accélérant ainsi la fin de la guerre,,.
Guy de Montlaur est cité par Cornelius Ryan dans son livre The Longest Day (Le jour le plus long). Son rôle est interprété par l'acteur Georges Rivière dans le film The Longest Day (Le jour le plus long) tourné en 1962 par Darryl Zanuck. Le film a obtenu 2 Oscars en 1963.

### Le peintre
Après la guerre, Montlaur part avec sa femme Adelaide aux États-Unis, il étudie à l'Art Students League de New York et peint sans relâche. Après deux ans passés en Amérique, il rentre en France, où il restera jusqu'à la fin de ses jours.

#### La période cubiste
Les peintures de Montlaur suivent fidèlement les règles des cubistes du groupe de la « Section d'Or » (Gleizes, Metzinger, Gris, Léger et Duchamp). Le peintre s'inspire des principes énoncés par Gino Severini  - avec qui il s'était lié d'amitié - dans son livre Du Cubisme au Classicisme, où les couleurs sont déterminées de manière quasi mathématique et découlent rigoureusement des formes.
L'œuvre produite pendant cette période est abondante, elle montre la rigueur du créateur, la justesse et la précision de son regard et de sa main. Montlaur rentre des États-Unis en 1948 et s'installe à Nice jusqu'en 1953. Il passe son temps entre Nice et Paris où il retrouve ses amis du groupe dynamique des Réalités Nouvelles : Atlan, Poliakoff, Schneider, Chapoval, et Soulages. La première exposition solo de Montlaur a lieu en mars 1949 à la Galerie Lucienne-Léonce Rosenberg. Le Musée d'Art Moderne de la ville de Paris achète une de ses peintures lors de l'exposition.

#### L'abstraction géométrique
En 1949, la Galerie René Drouin édite la traduction du testament de Vassily Kandinsky Du Spirituel dans l'art et dans la peinture en particulier. Les peintures de Kandinsky ainsi que ses idées deviennent des modèles pour Montlaur. En octobre 1949, au 16e Salon des Surindépendants, Montlaur expose sa première peinture abstraite : la Baie des Anges, 1949.

Dans une lettre datée du 6 janvier 1950, Gino Severini lui écrit : 

« je suis persuadé que cette période d'abstraction vous sera utile. Mais laissez toujours la porte ouverte . »

Montlaur expose une deuxième fois au Salon des Surindépendants, mais trouvant que leur orientation ne correspondait pas à son style, il se dirige vers les Réalités Nouvelles où il expose jusqu'en 1958 à côté d'Atlan, Chapoval, Soulages, Schneider, Kupka, Vasarely, Herbin, Nell Blaine, Ellsworth Kelly, Jacques Duthoo, Nicolas Poliakoff...
Montlaur expose à la galerie Colette Allendy en 1951 et 1954. Cette galerie avait été fondée par la veuve du Dr René Allendy qui avait préfacé le livre de Severini, Du Cubisme au Classicisme.

D'après le critique d'art Michel Ragon : 

« toute la nouvelle peinture viable est exposée par Madame Colette Allendy  »

Colette Allendy expose également les peintres   Hartung, Soulages, Mathieu, Stahly, Wols, Corneille, Bryen, Doucet, Schneider, del Marle.

Le critique d'art Roger van Gindertael écrit : 

« nous voyons un plus jeune comme Guy de Montlaur vouloir échapper à l'atonie d'un formalisme dont la syntaxe avait atteint un point dangereux de perfection et déchaîner dans cet ordre la puissance expressive d'accents perturbateurs mais bénéfiques, parce qu'ils ouvrent des issues pour d'autres rythmes et d'autres ordonnances. (Galerie Colette Allendy) . »

#### L'abstraction expressionniste
En 1953 Montlaur et sa famille s'installent à Fontainebleau.
Sa peinture est devenue progressivement plus géométrique et plus plane. Elle s'éloigne de ses maîtres Kandinsky et Severini, elle perd son allégeance au néo-constructivisme des Réalités Nouvelles. Montlaur troque le pinceau contre le couteau à palette. Il rompt les formes et les contours. Ses peintures prennent souvent un aspect fantastique, onirique, déconcertant. Les sujets de ses peintures, les titres deviennent hermétiques. On voit apparaître son rapport intime avec ses poètes préférés : Baudelaire, Verlaine, Nerval (Le titre d'une peinture Divertissement pour une nuit de janvier, 1955 fait référence à la mort de Nerval le 26 janvier 1855), Valéry, et surtout Guillaume Apollinaire qui l'a accompagné pendant tous ses combats pendant la guerre : il avait avec lui les Alcools dans son sac quand il débarqua le 6 juin 1944; le livre porte encore les traces d'eau de mer. Sa lucidité et son intransigeance l'amènent à vouloir exposer la vérité à tout prix, seul contre tous.

Son ami Albert Béguin lui dit dans une lettre de 1957 : 

« Maintenant vous montrez votre vrai caractère violent . »

En mai 1956, Guy de Montlaur s'installe enfin à Paris avec Adelaide et leurs enfants.

#### L'abstraction lyrique
Ses blessures au visage occasionnées par des éclats d'obus lors du débarquement de Walcheren le font souffrir et l'empêchent de dormir. Les médecins ne peuvent pas l'opérer pour enlever les multiples fragments de tungstène qui se sont fixés dans l’œil. Montlaur choisit de transcender sa douleur physique et spirituelle en augmentant son activité créatrice. Sa peinture devient mystique (La chute de l'ange, 1960) et relate un combat spirituel intime.
En 1961, Montlaur reprend du service à la Marine, d'abord au Bataillon de Joinville, puis, en 1963, au Service Historique de la Marine, avenue de Suffren à Paris. Le peintre y consacre toute son énergie, au détriment de son art. Pendant neuf ans, il peint la nuit, le week-end et pendant ses congés passés en Bretagne avec sa famille. Paradoxalement, ces courts moments de tranquillité voient exploser sa production.

Sa peinture devient de plus en plus hermétique mais le peintre laisse toujours des indices. C'est avec la peinture qu'il combat le désespoir, mais sa peinture elle-même est désespoir. Il écrit, à propos de son tableau Voici venir l'automne, 1961 : 

« Il nʼy a quʼune flaque de laque de garance foncée qui pourrait réchauffer un tel paysage de métal. Le bleu coupant du ciel pâle et net, lʼacier des ruisseaux et des routes, le givre qui cisèle les arbres : tout cela réclame une dépouille sanglante. Quʼune main aux serres aiguës arrache à ma poitrine ce cœur tout rouge et chaud, pour le jeter dans lʼhiver du bois : et voilà mon tableau tout composé. Le voilà juste. Cʼest à lʼhiver quʼappartient mon cœur. »

 (Guy de Montlaur, Petits écrits de nuit).
Un épisode tragique va le marquer pendant l'été 1966. La voiture dans laquelle il est passager, traverse un village et percute un jeune garçon. Montlaur restera à ses côtés pour le réconforter pendant qu'il agonise. Cet accident fait remonter à sa mémoire les événements les plus insupportables qu'il a vécus pendant la guerre. Les peintures de ce mois d'août 1966 expriment violemment son désarroi (Du sang sur la route, Cauchemar d'une nuit d'été, À la mémoire de ma tante, tuée à Ravensbrück).

Montlaur avait déclaré que Paolo Ucello et Vassili Kandinsky étaient ses maîtres, voici comment il se décrit en 1971 lors de son exposition à la Galerie des Éditions Rolf Lutz, quai Voltaire à Paris : 

« Il regarde le monde dʼun œil plutôt sceptique, car il sait que lʼutilité des choses compte peu. Ce qui importe réellement cʼest cette mystérieuse manière dont les formes et les couleurs sʼorganisent inexorablement. Rien de ce quʼil voit nʼest sans mouvement. Il ne cesse de sʼémerveiller devant ce qui est créé par sa main. La seule chose dont il est sûr cʼest quʼil est le médium entre ce mystère qui lʼenveloppe et cette peinture nouvelle dont il nʼaurait même pas rêvé, auparavant. »

 (Guy de Montlaur, Petits écrits de nuit).

Pierre Vintéjoux écrit dans Le Figaro lors de son exposition à la galerie Rolf Lutz :

« Au fil des toiles récentes, la verve lyrique, souvent débridée par le passé, a acquis de la rigueur sans atténuer la liberté d'expression chère à Montlaur. Une vigueur nouvelle contraint le graphisme fluide à construire, à établir, aidé en cela par des contrastes de teintes habilement ordonnés et surtout par une forme d'humour, grinçant parfois, mais toujours vivifiant . »

Robert Vrinat, des Nouveaux Jours : 

« MONTLAUR, dont la galerie des Éditions Rolf Lutz, 15bis quai Voltaire, présente des œuvres récentes, se montre peu souvent; ainsi chaque manifestation marque une étape bien visible de son cheminement. Il reste fidèle à sa nature originale, certes, mais toujours s'avance dans une recherche d'expression à la fois lyrique et technique qui requiert avant tout la foi dans la matière, le chant des couleurs, l'élan des formes créées par le geste de la touche. En tout cas demeure à la base une qualité de structure et de vie sans laquelle rien ne pourrait être dit de l'essence de sa méditation profonde. Son préfacier, Silvagni, signale que sa peinture naît d'une méditation sur la mort, avec en contre-point la révolte de l'homme. Dans l'exécution de l'œuvre, parallèlement au développement de chaque tableau, apparaît dans l'esprit du peintre un équivalent psychique, un état d'âme qui lui dicte le titre de l'œuvre (Lutte de Jacob avec l'ange, La mort du poète, O mon amour, Reminescere, etc.). De grands mouvements contrastés de rouge, blanc nuancé de noir (par exemple) sont une explosion déchirante sur un rythme de composition sans faiblesse; dans cette optique, et avec ce talent, l'abstraction cesse d'être une partie, un aspect de la peinture, pour la contenir toute entière avec ses qualités, son efficace, son envoûtement  . »

### Ses dernières années

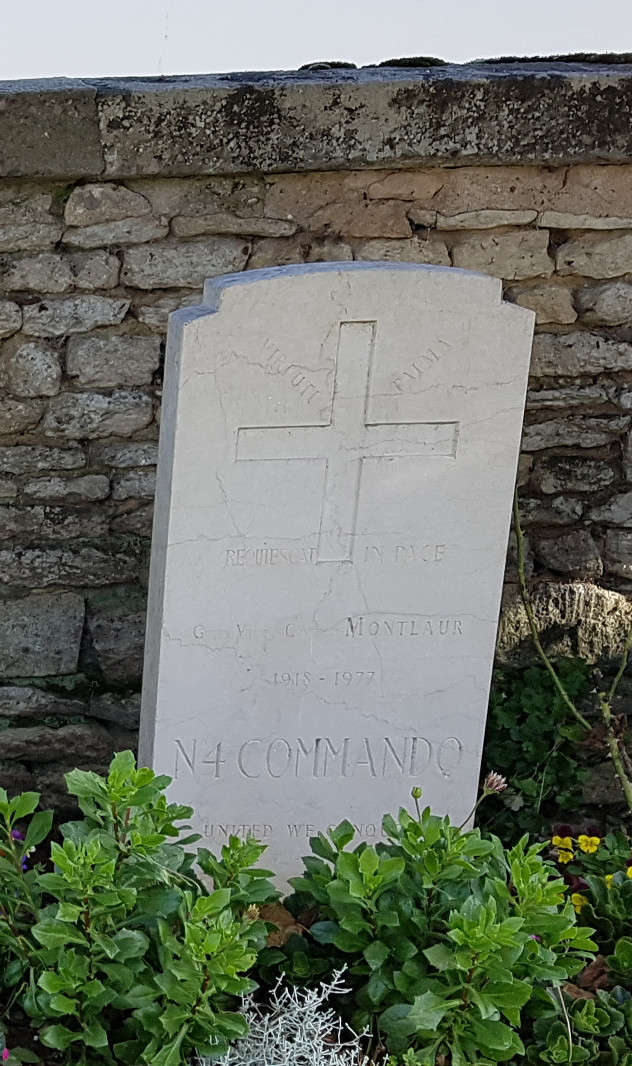
sa tombe au cimetière communal de Ranville

En 1974 Montlaur achète une propriété près de Lisieux, en Normandie, pour selon lui, se rapprocher de la région qui l'a tant marqué en 1944. Il passe les dernières années de sa vie entre Paris et la Normandie se consacrant entièrement à sa peinture: 

« Jʼai envie de crier : Mais regardez donc ! Regardez le mystère ! Il vous crève les yeux ! Et personne ne voit. Personne que moi. Les gens voient des couleurs, des ombres, des lumières, des formes. Ils voient (que sais-je ?) peut-être la toile et les clous du châssis. Et moi, je ne comprends pas quʼils ne puissent deviner toute la détresse qui est là, sous les yeux, comme elle était à la guerre : la clameur, la mort, lʼamour, la trahison, le mensonge et la peur. Et beaucoup plus encore que je ne puis dire, mais que je sais faire. Je dis bien : je sais faire . »

 (Guy de Montlaur, Petits écrits de nuit).
Guy de Montlaur est mort le 10 août 1977 à Garches.
Guy de Montlaur est enterré, avec sa femme Adelaide, au cimetière de Ranville en Normandie. Il repose à côté de camarades commandos dont l'aumônier du Commando Kieffer, René de Naurois, Juste parmi les Nations, qui le maria, lui et Adelaide le 21 août 1943 à Londres.

## Expositions
- 1937 : Salon des Artistes français, Paris
- 1949 : exposition à la galerie Lucienne-Léonce Rosenberg, Paris
- 1949 : « Les peintres de la Résistance », Paris
- 1949 et 1950 : salon des Surindépendants, Paris
- 1951 et 1954 : exposition galerie Colette Allendy, Paris
- 1951 : 3e exposition de l'Art club - Hôtel Negresco, Nice
- 1950 à 1958 : salon des réalités nouvelles, Paris
- 1959 : exposition 20 peintres américains, 20 peintres français, comité France-Amérique, Paris
- 1971 : exposition galerie Rolf Lutz, Paris
- 1974 : hôtel de ville de Renaix, Belgique
- 1974 : BNP Bruxelles, Belgique
- 1993 : Montgomery Gallery, San Francisco
- 1994 : La Maison française de l'ambassade de France, Washington DC
- 2012 : Mémorial Pegasus et bibliothèque de Ranville (Calvados)
- 2012 : orangerie du château de la Thibaudière (Maine-et-Loire), Journées du Patrimoine
- 2013-2014 : château de Montlaur (Hérault)
- 2014 : Pegasus Mémorial Pegasus (Ranville, Calvados)
- 2015 : Pegasus Mémorial Pegasus (Ranville, Calvados) exposition permanente de « Pegasus before landing »
- 2015 : Galerie Nationale des Beaux-Arts de Perm, Perm, Russie[26].
- 2016 : Centre des Expositions de l'Union des Artistes de Russie, Tcheliabinsk, Russie
- 2016 : Maison Poklewski-Koziell, Musée Régional de Sverdlovsk, Iekaterinbourg, Russie
- 2016 : Union des Salles d'Exposition de Moscou, Galerie « Na Kashirke[27] », Moscou, Russie
- 2016 : Institut français de Russie, Moscou, Russie
- 2016 : Exposition « Soldat et Peintre », Galerie « Exposed », Shabolovka, Moscou, Russie, exposition organisée par Boogie Gallery
- 2017 : World Art Dubai, Dubai World Trade Centre, exposition organisée par Boogie Gallery, Dubai
- 2017 : Restaurant Med' ("Медь"), Tverskaya, Moscou, Russie, exposition organisée par Boogie Gallery
- 2017 : Hôtel Saint Regis, Nikolskaya, Moscou, Russie, exposition organisée par Boogie Gallery
- 2018 : Institut d'État des Études de l'Art du ministère de la Culture de la fédération de Russie (SIAS)[28] / Государственный институт искусствознания Министерства культуры РФ (ГИИ)
- 2019 : « In Memory of What I Cannot Say », The National WWII Museum, La Nouvelle Orléans, Etats-Unis[29]
- 2019 : « Guy de Montlaur (1918-1977) C'était une étrange guerre », IESA arts & culture et Université Paris 8, Paris 11e [30]
- 2023 : « Guy de Montlaur, des Commandos Kieffer à la peinture expressionniste », Musée de la Résistance, Limoges[31],[32]